# Parque nacional de Riisitunturi
El Parque nacional de Riisitunturi (en finés: Riisitunturin kansallispuisto) es un parque nacional en Posio, en la Laponia finlandesa. Fue establecido en 1982 y abarca 77 kilómetros cuadrados. El parque se encuentra en una zona montañosa, con muchos pantanos, especialmente pantanos de ladera.
La única cabaña aislada en el parque, se encuentra cerca del pico doble de Riisitunturi, que se eleva a 465,3 metros.

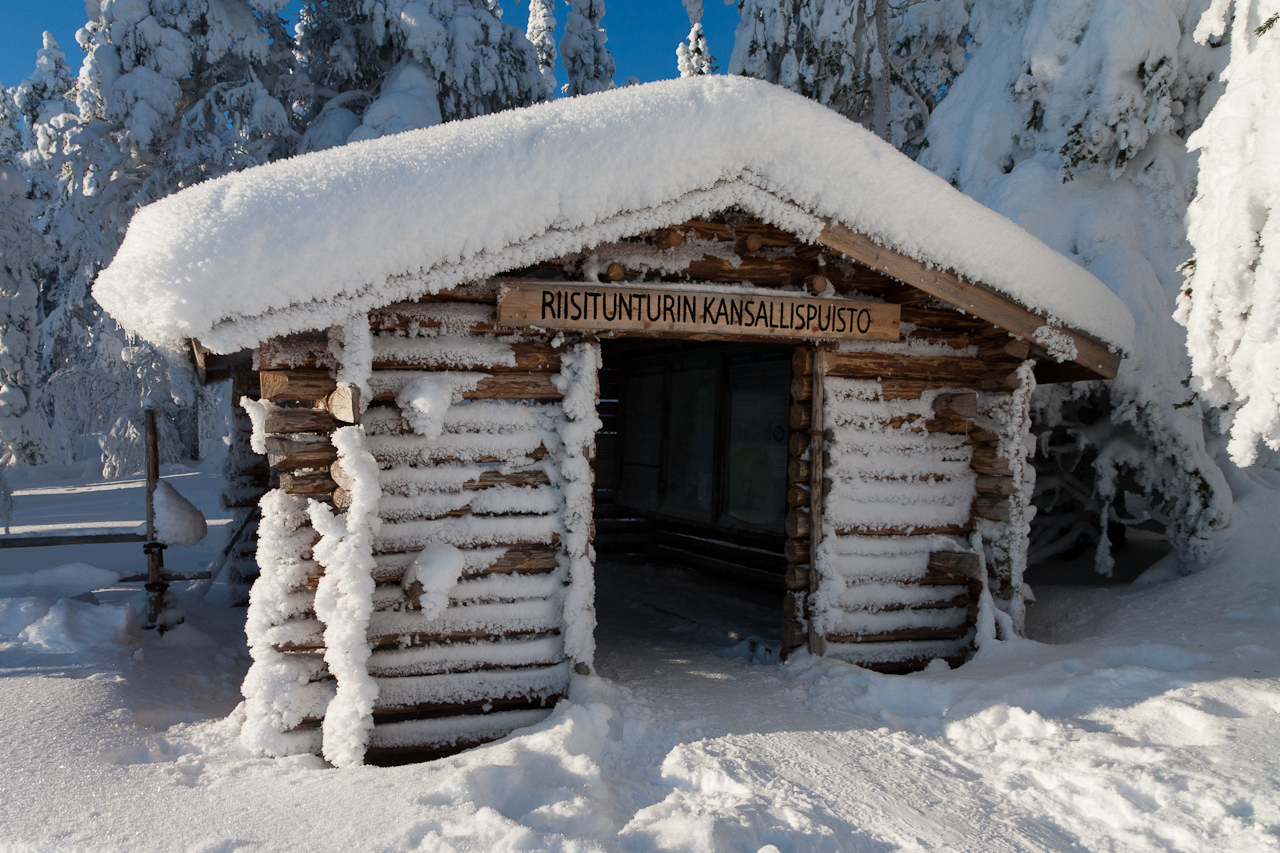